# Rothmannia attopevensis
Rothmannia attopevensis är en måreväxtart som först beskrevs av Charles-Joseph Marie Pitard, och fick sitt nu gällande namn av Cornelis Eliza Bertus Bremekamp. Rothmannia attopevensis ingår i släktet Rothmannia och familjen måreväxter. Inga underarter finns listade i Catalogue of Life.